# Хершман, Николь
Николь Хершман (нем. Nicole Herschmann; род. 27 октября 1975, Рудольштадт, округ Гера, ГДР) — немецкая бобслеистка, выступающая за сборную Германии с 2001 года. Участница двух зимних Олимпиад, бронзовая призёрша Солт-Лейк-Сити, обладательница бронзовой медали чемпионата мира.

## Биография
Николь Хершман родилась 27 октября 1975 года в городе Рудольштадт (округ Гера; ныне — федеральная земля Тюрингия), там провела детство и окончила старшие классы школы. Уже с юных лет увлеклась спортом, занималась лёгкой атлетикой, в частности тройными прыжками, и, выступая за берлинские клубы, показала в этой дисциплине неплохие результаты на нескольких молодёжных национальных первенствах. В 2001 году её заслуги были замечены тренерами сборной Германии по бобслею, спортсменка получила право соревноваться на профессиональном уровне и через год в качестве разгоняющей поехала защищать честь страны на Олимпийские игры в Солт-Лейк-Сити, где впервые появилась женская бобслейная программа. Разгоняя двухместный боб партнёрши-пилота Зузи Эрдман, смогла подняться до третьего места и завоевала тем самым бронзовую медаль.
В том же составе они соревновались на Играх 2006 года в Турине, однако в этот раз занять призовые места девушкам не удалось — лишь пятое место. Продолжая выступать на международной арене, в 2008 году Николь Хершман удостоилась бронзовой медали чемпионата мира, состоявшегося в Альтенберге. Из-за высокой конкуренции в сборной не попала в список бобслеисток на Олимпийские игры в Ванкувере.